# Liste der Biografien/Groc
Liste der Biografien |
Portal Biografien |
Personensuche
# |
A |
B |
C |
D |
E |
F |
G |
H |
I |
J |
K |
L |
M |
N |
O |
P |
Q |
R |
S |
T |
U |
V |
W |
X |
Y |
Z |
?
 
Ga |
Gb |
Gc |
Gd |
Ge |
Gf |
Gh |
Gi |
Gj |
Gk |
Gl |
Gm |
Gn |
Go |
Gp |
Gq |
Gr |
Gs |
Gu |
Gv |
Gw |
Gy |
Gz
 
Gra |
Grb–Grd |
Gre |
Grg |
Gri |
Grj |
Grk |
Grl |
Grm |
Gro |
Grs |
Gru |
Gry |
Grz
 
Groa |
Grob |
Groc |
Grod |
Groe |
Grof |
Grog |
Groh |
Groi |
Groj |
Grok |
Grol |
Grom |
Gron |
Groo |
Grop |
Gros |
Grot |
Grou |
Grov |
Grow |
Groy |
Groz
Die Liste der Biografien führt alle Personen auf, die in der deutschsprachigen Wikipedia einen Artikel haben. Dieses ist eine Teilliste mit 28 Einträgen von Personen, deren Namen mit den Buchstaben „Groc“ beginnt.

## Groc
- Groc, Patrick (* 1960), französischer Florettfechter

### Groce
- Groce, Larry (* 1948), US-amerikanischer Singer-Songwriter und Radiomoderator

### Groch
- Groche, Peter (* 1961), deutscher Ingenieurwissenschaftler und Hochschullehrer
- Gröchenig, Karlheinz (* 1959), österreichischer Mathematiker
- Grochla, Erwin (1921–1986), deutscher Ordinarius für Betriebswirtschaftslehre
- Grochola, Katarzyna (* 1957), polnische Schriftstellerin
- Grocholewski, Zenon (1939–2020), polnischer Geistlicher, Kurienkardinal der römisch-katholischen Kirche
- Grocholska, Barbara (* 1927), polnische Skirennläuferin
- Grocholski, Kazimierz von (1815–1888), polnisch-österreichischer Politiker
- Grocholski, Stanisław (1858–1932), polnischer Maler
- Grochowiak, Klaus (1950–2020), deutscher Trainer, Coach, Buchautor
- Grochowiak, Stanisław (1934–1976), polnischer Dichter, Dramatiker, Publizist, Hörspiel- und Drehbuchautor
- Grochowiak, Thomas (1914–2012), deutscher Maler und Museumsdirektor
- Grochowiak-Schmieding, Manuela (* 1959), deutsche Politikerin (Bündnis 90/Die Grünen)
- Grochowina, Marcin (* 1970), polnischer Musiker, Pianist, Komponist
- Grochowina, Nicole (* 1972), deutsche Historikerin
- Grochowska, Agnieszka (* 1979), polnische Schauspielerin
- Grochowska, Magdalena, polnische Publizistin und Schriftstellerin
- Grochowski, Gerd (1956–2017), deutscher Opernsänger (Bass)
- Grochowski, Pawel Ignatjewitsch (1899–1946), sowjetischer Flugzeugkonstrukteur
- Grochowski, Stanisław (1542–1612), polnischer Schriftsteller
- Gröchtemeier, Markus (* 1970), deutscher Basketballspieler
- Grochtmann, Elisabeth (* 1956), deutsche Politikerin (CDU), MdB
- Grochulski, Antoine (1938–2018), französischer Fußballspieler

### Grock
- Grock (1880–1959), Schweizer ClownGrock (1880–1959)

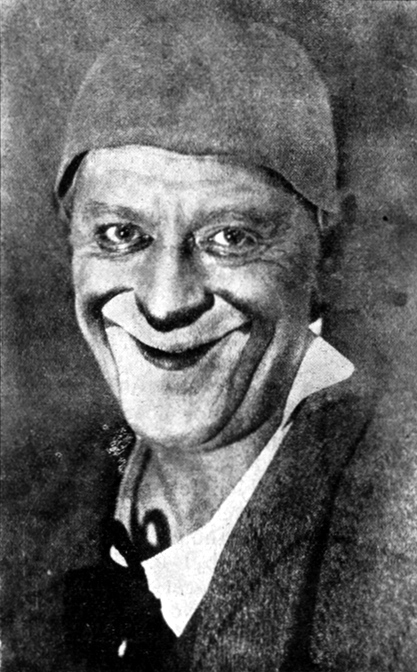
Grock (1880–1959)

### Groco
- Grocott, Bruce, Baron Grocott (* 1940), britischer Politiker (Labour Party), Mitglied des House of Commons

### Grocy
- Grocyn, William († 1519), englischer Humanist, Altphilologe

### Grocz
- Grocz, Luis, ungarischer Fußballtrainer